# Isabelle Huppert
Pour les articles homonymes, voir Huppert.
Isabelle Huppert, née le 16 mars 1953 à Paris 16e (Seine), est une actrice et productrice française.
Collaboratrice fidèle de Claude Chabrol, Benoît Jacquot et Michael Haneke, Isabelle Huppert alterne indistinctement scène et écran, cinéma d'auteur et films grand public. Elle est révélée au grand public par le cinéaste Claude Goretta en 1977 dans le film La Dentellière.
C'est l'une des actrices les plus prolifiques en France (deux ou trois films par an en moyenne) et l'une des rares interprètes françaises dont la filmographie est véritablement internationale : sa carrière exigeante et reconnue l'amène en effet à tourner aux quatre coins du monde avec des cinéastes américains (Michael Cimino, Hal Hartley, Curtis Hanson, Joseph Losey, David O. Russell, Ira Sachs ou encore Otto Preminger), australien (Paul Cox), italiens (les frères Taviani, Mauro Bolognini, Marco Ferreri et Marco Bellocchio), russe (Igor Minaïev), européens (Michael Haneke, Werner Schroeter, Andrzej Wajda, Ursula Meier, Márta Mészáros, Joachim Trier, Neil Jordan, Jerzy Skolimowski ou Aleksandar Petrović), chiliens (Raoul Ruiz, Valeria Sarmiento) ou asiatiques (Hong Sang-soo, Brillante Mendoza ou Rithy Panh).
Son parcours théâtral l'amène également à travailler sous la direction de metteurs en scène renommés comme Bob Wilson, Claude Régy, Krzysztof Warlikowski, Jacques Lassalle ou Luc Bondy et à interpréter des auteurs contemporains comme Yasmina Reza ou Florian Zeller.
Elle a reçu de très nombreux prix internationaux : deux prix d'interprétation féminine au Festival de Cannes, deux Coupes Volpi de la meilleure interprétation féminine à la Mostra de Venise, un Ours d'argent de la meilleure contribution artistique et un Ours d'or d'honneur à la Berlinale, deux Prix du cinéma européen de la meilleure actrice, ainsi qu'un Lola en Allemagne, un BAFTA au Royaume-Uni et un David di Donatello en Italie.
En France, elle est la comédienne la plus nommée aux Césars avec seize nominations. Elle remporte à deux reprises le César de la meilleure actrice, en 1996 pour La Cérémonie de Claude Chabrol, et en 2017 pour Elle de Paul Verhoeven, qui lui vaut par ailleurs le Golden Globe de la meilleure actrice dans un film dramatique et une nomination à l'Oscar de la meilleure actrice.
En 2017, elle a reçu le Prix Europe pour le théâtre.
Le 25 novembre 2020, le New York Times la classe meilleure actrice du XXIe siècle, citant Denzel Washington comme meilleur acteur.

## Biographie

### Jeunesse et formation
Isabelle Anne Madeleine Huppert naît le 16 mars 1953 à Paris 16e, au sein d'une famille aisée et nombreuse. Elle est la fille de Raymond Huppert (1914–2003), industriel dirigeant une entreprise fabriquant des coffres-forts, commandeur de la Légion d'honneur, et d'Annick Beau (1914–1990), professeure d'anglais et férue de piano. Elle passe sa jeunesse à Ville-d'Avray où elle reçoit une solide éducation dans le domaine des arts et de la culture. Elle est élevée dans le catholicisme, la religion de sa mère, alors que son père est en partie issu d'une famille d'origine juive de l'ancienne Autriche-Hongrie,.
Elle a trois sœurs et un frère, également orientés vers la culture : Rémi (né en 1946), diplômé d'HEC Paris, est devenu écrivain tout en étant consultant en management et développement international (notamment pour l'UNICEF, l'Union européenne, la Banque mondiale), Élisabeth (née en 1948), énarque, qui s'est dirigée vers l'écriture, la peinture, la comédie et la réalisation ; Caroline (née en 1950), diplômée en histoire et géographie, aussi réalisatrice. Jacqueline (née en 1944), quant à elle, est sociologue et professeur d'économie à HEC Paris, spécialisée dans les ressources humaines et la répartition du genre en entreprise,.
Après des études secondaires au lycée Florent-Schmitt de Saint-Cloud, Isabelle Huppert passe tout d'abord par le conservatoire de Versailles tout en étudiant des langues slaves, dont le russe, à l'Institut national des langues et civilisations orientales (INALCO), sans pour autant y préparer un diplôme. En parallèle, elle suit les cours d’art dramatique de l’École de la rue Blanche puis ceux du Conservatoire national supérieur d'art dramatique (promotion 1975) , où elle a notamment pour professeurs Jean-Laurent Cochet et Antoine Vitez.
Sa connaissance de l'anglais, de l'italien et du russe lui a permis de jouer :
- en anglais au cinéma dans Rosebud, La Porte du paradis, Cactus, Faux Témoin, Amateur, J'adore Huckabees, Dead Man Down, The Disappearance of Eleanor Rigby, Back Home, Greta, Frankie, ou les films signés Brillante Mendoza et Hong Sang-soo, à la télévision dans New York, unité spéciale et The Romanoffs, et au théâtre dans Marie Stuart, The Maids et The Mother.
- en italien dans L'Histoire de Piera et La Belle endormie
- en russe dans L'Inondation et The Romanoffs.

### Débuts et révélation (années 1970)
Isabelle Huppert commence sa carrière au début des années 1970, tant au cinéma qu'à la télévision et au théâtre. Elle accumule de nombreux petits rôles, certains très discrets (Faustine et le Bel Été de Nina Companeez, Glissements progressifs du plaisir d'Alain Robbe-Grillet), d'autres qui frappent davantage le public, en particulier ses rôles de jeune campeuse violée et assassinée par Jean Carmet dans Dupont Lajoie d'Yves Boisset, d'artiste brute dans Aloïse de Liliane de Kermadec et surtout celui, culte, de jeune fille rebelle en quête d'émancipation dans Les Valseuses de Bertrand Blier. Repérée en particulier par la directrice de casting Margot Capelier, elle obtient progressivement des rôles plus importants : elle reçoit sa première nomination au césar grâce à Aloïse en 1976, Otto Preminger la choisit pour Rosebud, Bertrand Tavernier lui offre un rôle secondaire important aux côtés de Philippe Noiret dans Le Juge et l'Assassin. La plupart de ces films rencontrent un grand succès.
Sa carrière prend véritablement son envol avec l'adaptation du roman de Pascal Lainé La Dentellière par le Suisse Claude Goretta. Ce succès public lui vaut plusieurs distinctions internationales (BAFTA anglais et David di Donatello italien, équivalents des César). Isabelle Huppert tient le rôle d’une apprentie shampouineuse introvertie, victime d’une déception amoureuse qui fait basculer son existence. Cette image de victime et de fragilité maladive la poursuit dans plusieurs de ses films des débuts, au risque de l’enfermer dans des compositions quelque peu répétitives (Les Indiens sont encore loin de Patricia Moraz, Retour à la bien-aimée de Jean-François Adam, La Dame aux camélias de Mauro Bolognini, Les Ailes de la colombe de Benoît Jacquot). En même temps, elle contredit cette esquisse en donnant corps, devant la caméra de Claude Chabrol, au personnage-titre de Violette Nozière, célèbre parricide des années 1930. C’est son premier « rôle-limite » qui la consacre star nationale et lui vaut le prix d'interprétation féminine au festival de Cannes 1978. Ce registre, auquel elle vouera une redoutable fidélité, lui permet de rendre crédible la folie et les pulsions morbides de ses personnages sans verser dans l'hystérie.
Avec Aloïse et La Dentellière, elle donne à voir un jeu distancié, dépouillé, rigoureux, qui se caractérise par des gammes nuancées et retenues : une partition singulière qui la distingue des autres étoiles montantes de l’époque, Miou-Miou, Nathalie Baye et Isabelle Adjani. La presse lui prêtera d'ailleurs par la suite une image d'actrice intellectuelle qu'elle réfute en partie. Elle garde ce style de jeu jusqu'au début des années 1980, et joue beaucoup sur l’ambiguïté de ses personnages : un physique de petite fille mais un attrait certain pour la sexualité.

### Confirmation (années 1980)
À la suite du prix d'interprétation féminine au Festival de Cannes 1978, Isabelle Huppert est demandée par une série de grands cinéastes : Maurice Pialat pour Loulou, Jean-Luc Godard pour Sauve qui peut (la vie) et Passion, Michael Cimino pour Heaven's Gate (gros échec au box-office sans conséquences sur la carrière de Huppert). Se dessine alors une tendance qui sera la sienne tout au long de sa carrière : une vraie rigueur dans le choix de ses films, parfois peu consensuels, avec des cinéastes exigeants, souvent apparentés au cinéma d'auteur, et une envie de travailler aussi bien avec des réalisateurs français qu'étrangers, ainsi qu'avec des femmes (Patricia Moraz, Liliane de Kermadec, Márta Mészáros, Diane Kurys, Christine Pascal, Josiane Balasko). Elle partage à cette époque la vie de Daniel Toscan du Plantier, producteur à la Gaumont, qui lui monte des projets sur mesure avec des cinéastes reconnus comme Joseph Losey (La Truite), Mauro Bolognini (La Dame aux camélias), Pialat (Loulou), Márta Mészáros (Les Héritières), André Téchiné (Les Sœurs Brontë) et Michel Deville (Eaux profondes).
En 1981, Bertrand Tavernier lui offre, avec Coup de torchon, un rôle aux antipodes de ce qu'elle avait alors l'habitude de jouer : Isabelle Huppert y affirme alors un style de jeu plus extraverti, dynamique et comique, qu'elle gardera pour plusieurs films qu'elle tournera dans les années suivantes : La Femme de mon pote de Bertrand Blier (1983), Sac de nœuds de Josiane Balasko (1985) et Signé Charlotte de Caroline Huppert (1985). Les films de Tavernier et de Blier, ainsi que Coup de foudre de Diane Kurys sont des succès publics qui renforcent sa position dans le cinéma français.
Elle ne fait plus de théâtre durant les années 1978-1985.
Entre 1985 et 1988, elle connaît une relative traversée du désert en France où elle ne tourne aucun film. Elle part alors à l'étranger et tourne Cactus de Paul Cox en Australie et Faux Témoin de Curtis Hanson aux États-Unis.
La période 1988-89 est un moment important, d'abord parce qu'elle retrouve Claude Chabrol avec Une affaire de femmes, dix ans après Violette Nozière. Le film est un succès et ouvre une ère de riche collaboration entre Huppert et Chabrol qui se retrouvent alors tous les deux ou trois ans pour un film. Leur duo devient une sorte de marque de fabrique et explore une série large de genres cinématographiques d'où pointe une évidente admiration mutuelle : la comédie (Rien ne va plus), le drame social (La Cérémonie) et historique (Une affaire de femmes), le film noir (Merci pour le chocolat) ou encore l'adaptation littéraire (Madame Bovary). Les films sont tous des succès (sauf peut-être Rien ne va plus) et permettent à Huppert de recevoir deux Coupes Volpi à Venise en 1988 (Une affaire de femmes) et 1995 (La Cérémonie), et son premier César de la meilleure actrice en 1996 (également pour La Cérémonie).
En 1989, elle retourne au théâtre pour la pièce Un mois à la campagne de Tourgueniev dans une mise en scène de Bernard Murat. Cette pièce inaugure un nouveau rythme dans la carrière de Huppert, qui va maintenant revenir régulièrement sur les planches. Elle s'attaque à partir des années 1990 aux grands rôles (Jeanne d'Arc, Orlando, Marie Stuart, Médée, Hedda Gabler, Madame de Merteuil, Blanche DuBois, Araminte, Solange dans Les Bonnes, Phèdre) chez les grands auteurs tant classiques (Shakespeare, Schiller, Woolf, Euripide, Ibsen, Marivaux, Claudel, Tourgueniev) que modernes et contemporains (Sarah Kane, Yasmina Reza, Heiner Müller, Genet, Tennessee Williams) mis en scène par de grandes figures du théâtre français et étranger (de Robert Wilson à Claude Régy, de Peter Zadek à Howard Davies, en passant par Luc Bondy, Jacques Lassalle et Krzysztof Warlikowski). Elle joue souvent au théâtre de l'Odéon et n'hésite pas à participer aux tournées françaises et internationales des pièces.

### Consécration (années 1990)

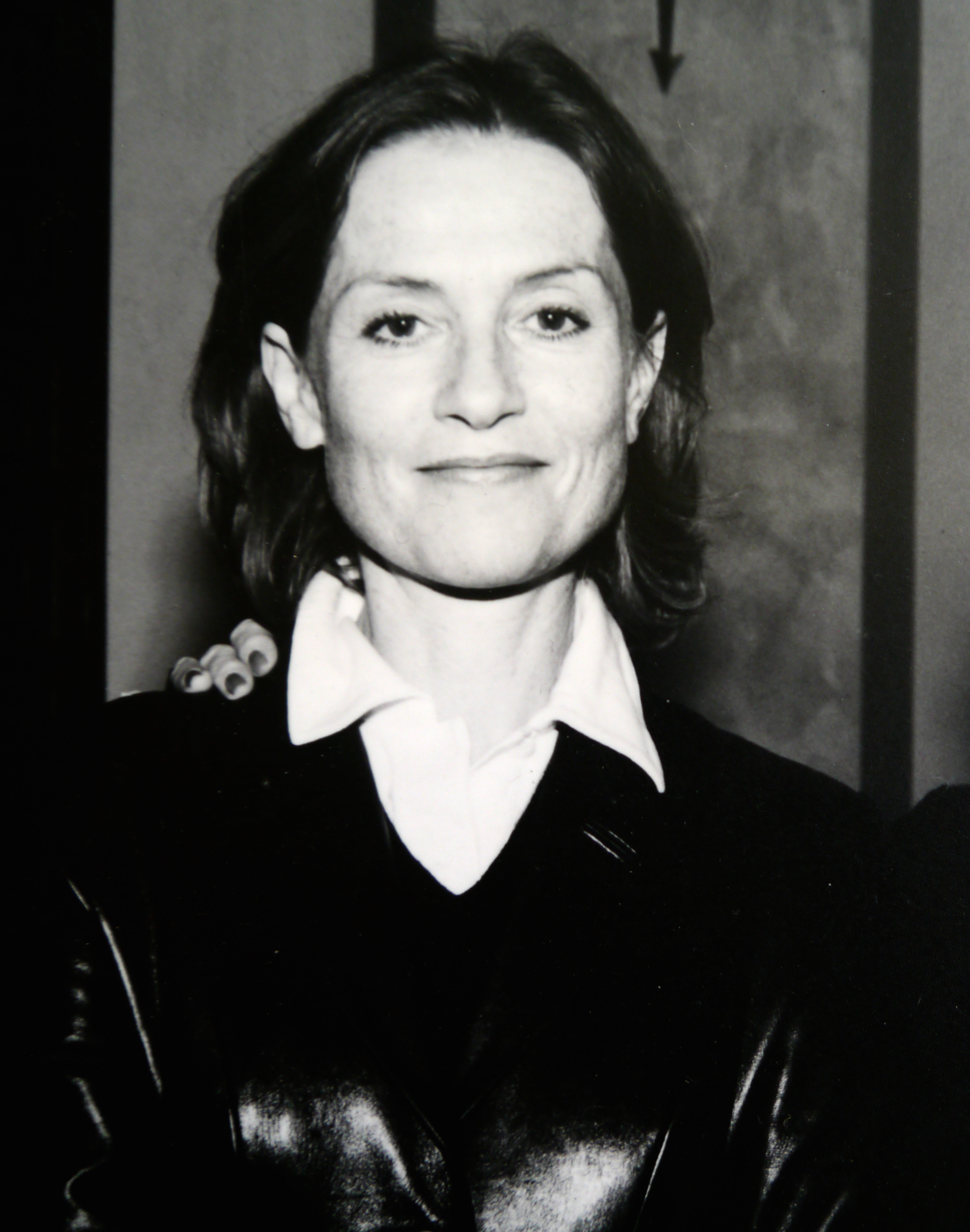
Isabelle Huppert, invitée du Festival de films francophones Cinemania en 1998.

Les années 1990 l'imposent définitivement comme l'une des grandes actrices du cinéma et du théâtre français : ses prestations théâtrales sont de grands succès et sont très remarquées, en particulier Orlando, d'après le roman de Virginia Woolf, que Bob Wilson vient mettre en scène en France, après l'avoir fait en Allemagne (avec Jutta Lampe) et avant de le faire en Angleterre (avec Miranda Richardson).
Au cinéma, outre ses films avec Chabrol, Isabelle Huppert commence une relation artistique avec Werner Schroeter (Malina en 1991, Deux en 2002), retrouve Benoît Jacquot à la fin des années 1990 pour entamer une riche collaboration (L'École de la chair, Pas de scandale, La Fausse Suivante), tourne avec des cinéastes confirmés (Jacques Doillon, Diane Kurys, Claude Pinoteau, Raoul Ruiz) comme avec des nouveaux réalisateurs (Christian Vincent, Laurence Ferreira Barbosa, Patricia Mazuy, Olivier Assayas) tout en s'autorisant des escapades à l'étranger (Malina, Amateur de Hal Hartley, L'Inondation d'Igor Minaiev).
En 1994, elle préside la Commission d'avances sur recettes du CNC et devient rédactrice en chef des Cahiers du cinéma le temps d'un numéro, où elle discute notamment avec Jean Baudrillard, Nathalie Sarraute, Brian De Palma, Pedro Almodóvar et Antoinette Fouque (cf bibliographie). En 1995, sa performance dans La Cérémonie, de Claude Chabrol lui vaut le César de la meilleure actrice, après six nominations depuis les années 1980. En 1999, elle est présidente de la cérémonie des Césars.
Cette filmographie, qu'elle s'attache à développer patiemment, au gré des opportunités et des envies, lui vaut un grand respect. Déjà Jérôme Garcin écrivait en 1995 : « D'une juvénile curiosité, moins occupée à travailler sa légende que ses personnages successifs, ignorée par les paparazzi, oubliée des Césars, Isabelle la rousse se contente d'être comédienne. La meilleure au monde. La plus audacieuse. La plus obstinée. La moins prévisible. Une croisée moderne de Leopoldo Fregoli, prince italien de la métamorphose, et de la chétive Mlle Rachel, dont Alfred de Musset disait : « Sa voix est pénétrante. Elle ne déclame point, elle parle ».

### Tête d'affiche (années 2000)

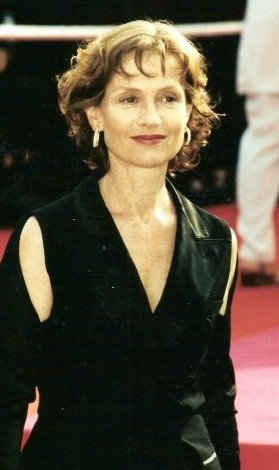
Isabelle Huppert au Festival de Cannes 2000 pour la présentation de La Pianiste.

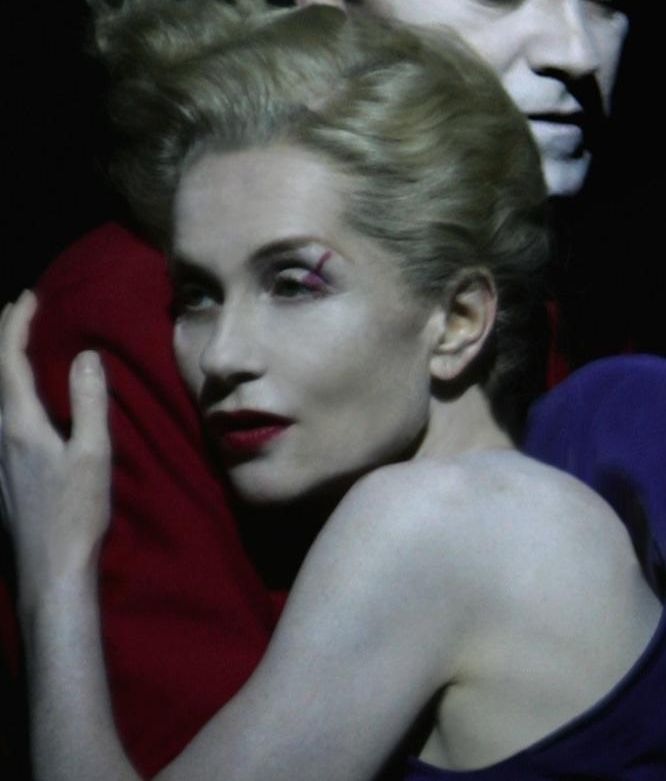
Isabelle Huppert en représentation de la pièce de théâtre Quartett au Théâtre de l'Odéon en 2006.

Les années 2000 confirment l'ensemble de ces tendances. En 2001, Isabelle Huppert connaît un grand succès au théâtre avec Médée et trouve l'un de ses plus grands rôles au cinéma avec La Pianiste, adapté d'Elfriede Jelinek, qui ouvre le début de sa fructueuse collaboration avec Michael Haneke. Pour ce film dans lequel elle incarne une professeure de musique frustrée, enfermée dans une relation quasi incestueuse avec sa mère et bloquée sur l'attente d'une relation sadomasochiste, elle remporte pour la seconde fois de sa carrière le prix d'interprétation féminine au Festival de Cannes, en 2001. Bien que pressentie, elle n'est toutefois pas nommée à l'Oscar de la meilleure actrice nonobstant l'excellent accueil critique du film outre-Atlantique. En réalité, le distributeur américain oublie de remplir le document nécessaire à son éligibilité,. Encore aujourd'hui, il s'agit pourtant de la prestation dont on lui parle le plus aux États-Unis.
Son compagnon, le metteur en scène Ronald Chammah, a fondé la société Les Films du Camélia. Cette société lui a permis de financer certains films dont elle tient le haut de l'affiche comme La Vie moderne de Laurence Ferreira-Barbosa, Comédie de l'innocence de Raoul Ruiz ou encore Ma mère de Christophe Honoré et même d'acheter les droits d'exploitation de Wanda de Barbara Loden, actrice et cinéaste qui fut l'une des épouses d'Elia Kazan, disparue prématurément d'un cancer en 1980. Grâce à son acharnement, cet unique film d'une artiste d'exception put ressortir en salles en 2003.
L'année suivante, Isabelle Huppert fait partie de la distribution prestigieuse de Huit femmes de François Ozon. Ce retour à la comédie ne doit pas faire oublier qu'elle n'a pas tourné que des films dits « dramatiques » mais aussi occasionnellement des comédies (Sac de nœuds, Les Sœurs fâchées d'Alexandra Leclère, Mon pire cauchemar d'Anne Fontaine, Copacabana de Marc Fitoussi, Tip Top de Serge Bozon). Dans ses incursions comiques, elle prend plaisir à jouer des femmes antipathiques, frustrées et aigries au risque de n'être identifiée qu'à ce registre. Elle fait appel à un répertoire de mimiques, de postures ou d'intonations contradictoires : d'une manifestation outrancière et tonitruante (l'hystérique et hypocondriaque tante Augustine des Huit femmes où elle se livre à un numéro de transformation à la fois physique et scénique) à une forme expressive plus distanciée et intérieure à l'instar des Sœurs fâchées où elle campe une bourgeoise délaissée par son mari, malheureuse, frigide et envieuse du succès de sa sœur.
Le public l'identifie de plus en plus avec des personnages de bourgeoises citadines, pas forcément très sympathiques, qu'elle interprète beaucoup depuis sa réunion avec Benoît Jacquot et L'École de la chair (1998) et depuis La Pianiste (2001). Elle cherche pourtant à casser cette image à travers des films comme Copacabana, La Ritournelle, Tip Top, La Vie promise ou White Material.
Isabelle Huppert n'hésite pas à prendre des risques en tournant de plus en plus dans des premiers ou seconds films : Ma mère de Christophe Honoré (2004), Les Sœurs fâchées d'Alexandra Leclère (2004), Nue Propriété de Joachim Lafosse (2006), Home d'Ursula Meier (2008), My Little Princess d'Eva Ionesco (2011), Souvenir de Bavo Defurne (2016) ; ou en participant à des productions à très petit budget, telles que Médée Miracle de Tonino De Bernardi ou In Another Country de Hong Sang-soo. Elle donne des interprétations remarquées dans Gabrielle de Patrice Chéreau, L'Ivresse du pouvoir de Claude Chabrol, Amour de Michael Haneke, Valley of Love de Guillaume Nicloux ou encore Elle de Paul Verhoeven.
Fait intéressant, dans la seconde moitié de la décennie 2000, elle tourne coup sur coup une série de films très proches les uns des autres : Nue Propriété de Lafosse (2006), Home d'Ursula Meier (2008), Un barrage contre le Pacifique de Rithy Panh (2009) et White Material de Claire Denis (2009). Ils évoquent tous l'histoire d'une femme, mère, liée par un sentiment d'appartenance très fort à l'endroit où elle vit (une maison au bord d'une autoroute, une propriété en Afrique ou en Indochine) et l'influence que l'extérieur va avoir sur cette relation particulière.

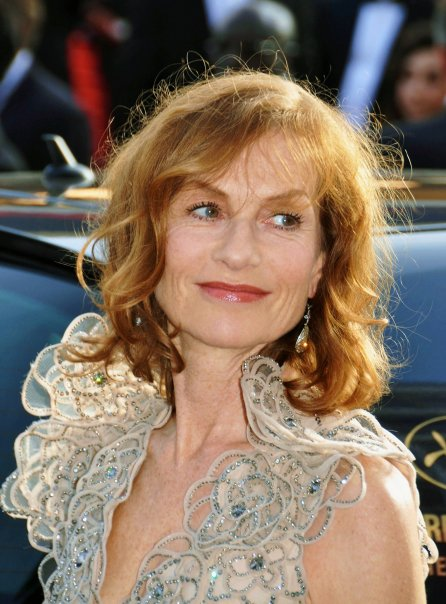
Isabelle Huppert à l'ouverture du Festival de Cannes 2009 dont elle est la présidente du jury.

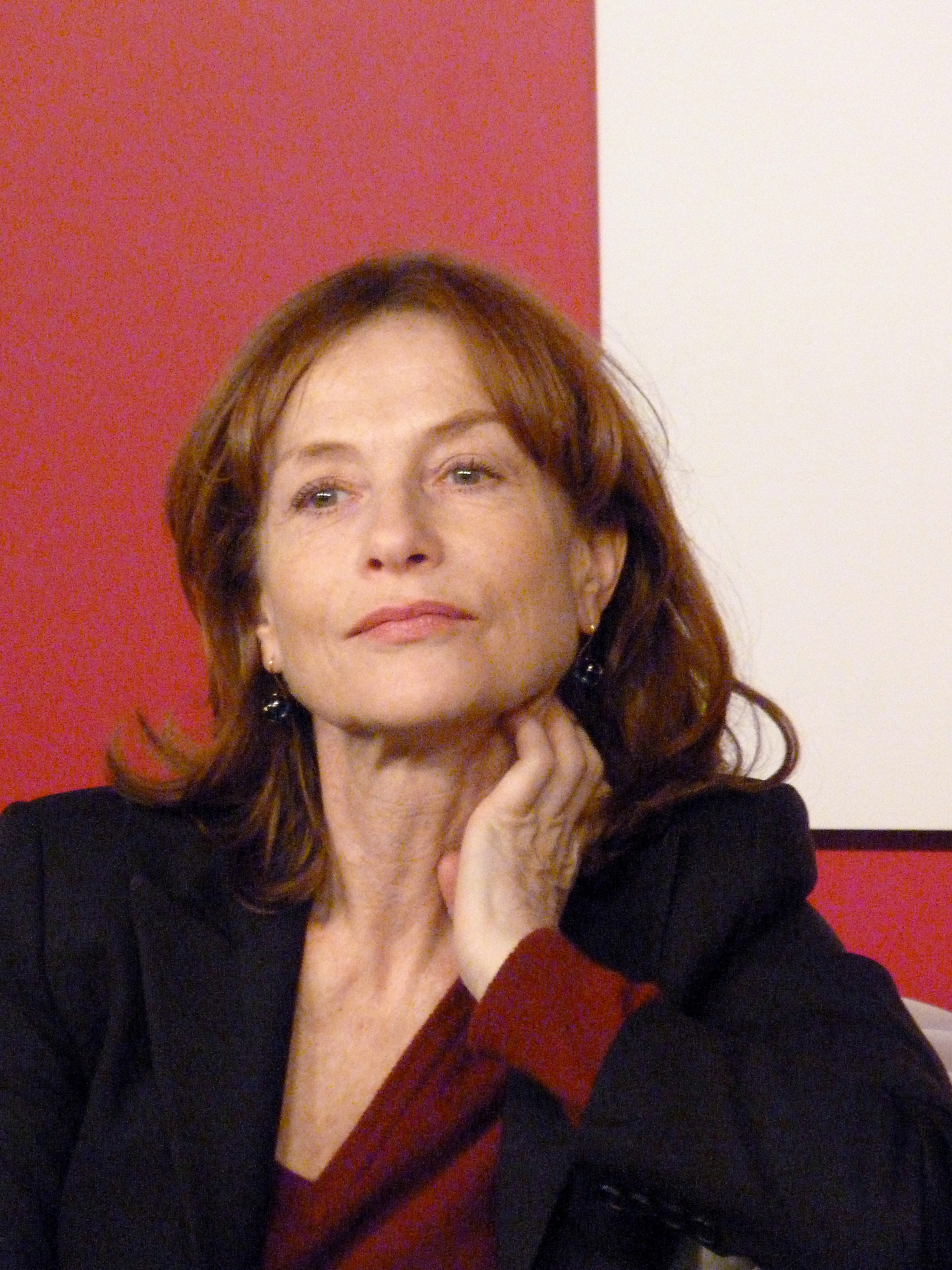
Isabelle Huppert à Paris en 2010, en promotion pour la sortie vidéo de Copacabana.

En 2005, une exposition, « La Femme aux portraits », montrée d'abord à New York, puis à Paris (prolongée jusqu'en février 2006 au Couvent des Cordeliers) et en Europe, a révélé sa passion pour la photographie qui l'a poussée, depuis une trentaine d'années, à solliciter des portraits auprès des plus grands photographes (de Boubat et Cartier-Bresson à Hiroshi Sugimoto et Ange Leccia, en passant par Jacques Henri Lartigue, Richard Avedon, Robert Doisneau, Helmut Newton ou Nan Goldin…). Un livre a été publié à cette occasion (cf bibliographie). Le Moma à New York lui consacre une large rétrospective, saluant son apport à l'art contemporain en général et à l'art dramatique en particulier. Pour l’événement, elle donne une représentation exceptionnelle de la pièce de Sarah Kane, 4.48 Psychose, interprétée trois ans plus tôt sous la direction de Claude Régy aux Bouffes du Nord. Au début 2006, c'est au tour de la Cinémathèque française, fraîchement rouverte à Bercy, de la mettre à l'honneur.
Avec Christine Pascal et Isabelle Adjani, Isabelle Huppert formait un trio complice. Elles ont été colocataires, un temps, dans leur jeunesse,,. Plus tard, Isabelle Huppert tiendra d'ailleurs le rôle-titre de La Garce, réalisé par Christine Pascal, après avoir donné la réplique, quelques années plus tôt, à Isabelle Adjani dans Les Sœurs Brontë d'André Téchiné. D'après le livre d'Erwan Chuberre (La Légende Adjani), une rivalité amoureuse entre Adjani et Huppert, survenue sur le tournage des Sœurs Brontë au sujet de Bruno Nuytten, serait à l'origine de leur inimitié. Adjani explique, quant à elle, avoir mal vécu le fait d'être mise à l'écart de certains projets, au début des années 1980, en raison du producteur Daniel Toscan du Plantier, directeur de la Gaumont, qui aurait tenté d'imposer Isabelle Huppert, sa compagne d'alors, comme nouvelle grande vedette du cinéma français. Depuis leurs ascensions fulgurantes, lors des années 1970, la presse a souvent commenté leur rivalité. André Téchiné a reconnu que la relation très tendue entre les deux comédiennes a compliqué son travail sur le tournage des Sœurs Brontë.
Interrogée sur cette comparaison en 2009, Adjani a affirmé se placer, en tant que comédienne, dans une attitude d'empathie pour ses personnages, plus que ne le fait Huppert, en retrait et à distance. Néanmoins, cette dernière a répondu que le regard d'un film ne dépendait que du metteur en scène et qu'il lui semblait dangereux qu'un acteur idéalisât son rôle. On notera que Claude Chabrol désirait réaliser un film sur la vie de Camille Claudel et souhaitait offrir le rôle-titre à Isabelle Huppert, ce qui lui fut refusé par les héritiers de l'artiste. Finalement, ce fut Isabelle Adjani qui obtint l'autorisation de la famille Claudel pour jouer la sculptrice dans un film dont elle était coproductrice et qui fut réalisé par Bruno Nuytten, son ancien compagnon. À l'inverse, Adjani avait exprimé, dès 1980, le désir d'interpréter au cinéma Marguerite Gautier, l'héroïne du roman La Dame aux camélias d'Alexandre Dumas fils. Le projet ne vit jamais le jour, mais Isabelle Huppert fut choisie par le réalisateur italien Mauro Bolognini pour incarner ce rôle à l'écran. Adjani prêta finalement ses traits au personnage, dans une pièce de théâtre, mise en scène, en 2000, par Alfredo Arias. Huppert fut nommée au Molière de la meilleure comédienne en même temps qu'Adjani pour son interprétation de Médée dans la tragédie homonyme d'Euripide, mise en scène par Jacques Lassalle. Bien que les pronostics aient annoncé une bataille entre les deux vedettes, Corinne Jaber remporta le trophée pour la pièce Une bête sur la lune. Les deux actrices, à quelques années d'intervalle, ont également interprété Marie Stuart sur les planches et ont toutes deux marqué la rentrée théâtrale de 2006. Elles retrouvent ensuite leur partenaire des débuts Gérard Depardieu pour un film voyage et une rencontre nostalgique : Mammuth de Kervern et Delépine pour Adjani en 2010, Valley of Love de Guillaume Nicloux pour Huppert en 2015, avant d'incarner chacune une mère de famille trafiquante et haute en couleur, Adjani dans Le Monde est à toi de Romain Gavras, et Huppert dans La Daronne de Jean-Paul Salomé.
Elle a inspiré le personnage d'Isa Fovix dans le roman Parades de Bernard Souviraa publié en 2008[réf. nécessaire].
En 2009, elle est promue au rang d'officier de la légion d'honneur et le festival de Cannes annonce qu'elle succède à Sean Penn à la présidence du jury. Après avoir été membre du jury en 1984 sous la présidence de Dirk Bogarde, puis maîtresse de cérémonie en 1998, elle est présidente du jury de la 62e édition qui s'est déroulé du 12 au 24 mai 2009. Elle y était entourée de 8 personnalités du cinéma et du monde des arts à savoir Asia Argento, Nuri Bilge Ceylan, Robin Wright, Hanif Kureishi, Shu Qi, Lee Chang-dong, James Gray et Sharmila Tagore. Son jury a attribué la Palme d'or au Ruban blanc de Michael Haneke, l'un de ses réalisateurs favoris. Au Festival de Cannes, Isabelle Huppert a présenté 20 films en sélection officielle (record absolu),.

### Reconnaissance internationale (années 2010)

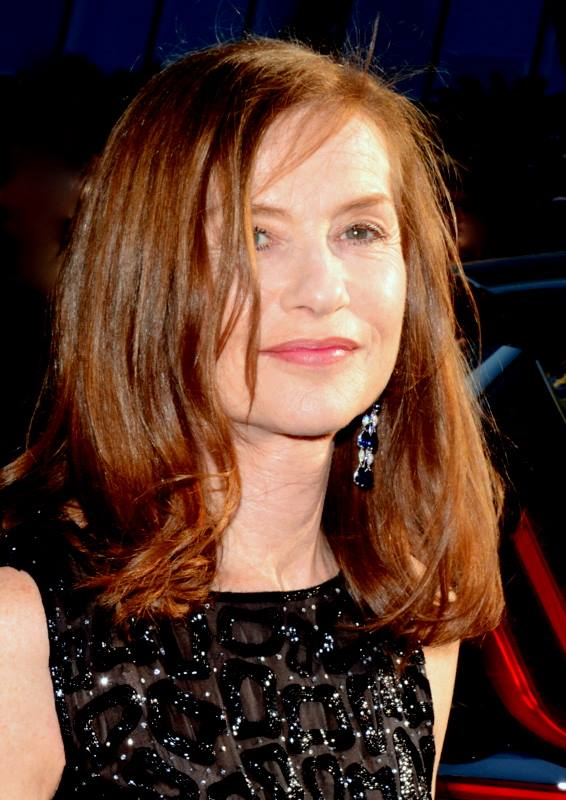
Isabelle Huppert pour la présentation de Valley of Love au Festival de Cannes 2015.

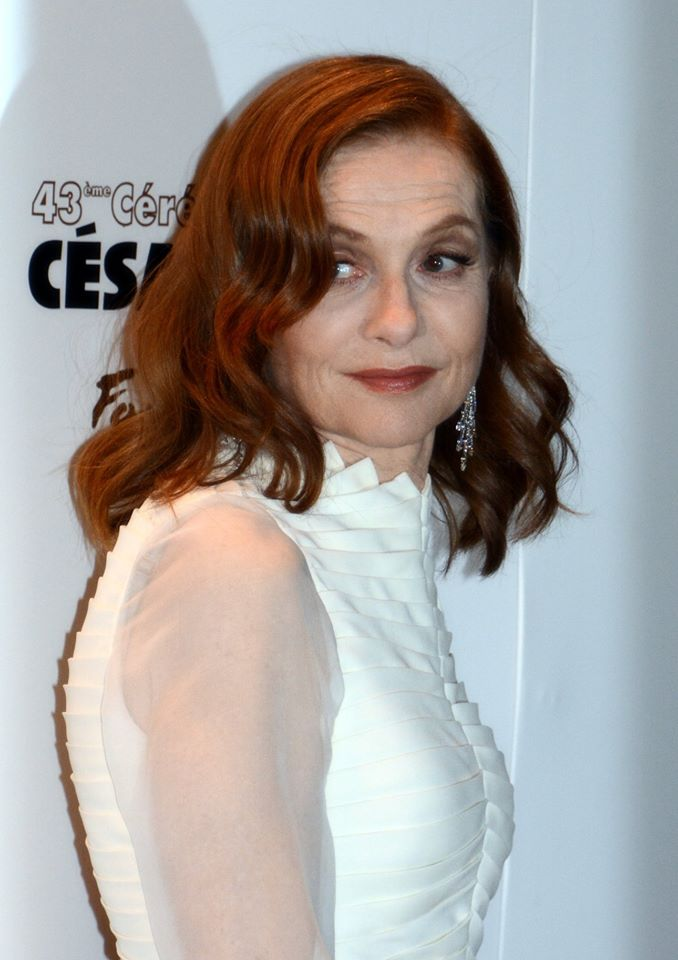
Isabelle Huppert aux Césars 2018 dont elle est la tête d'affiche.

Depuis 2010, Isabelle Huppert tourne de plus en plus de films, souvent remarqués, aussi bien comme premier rôle que comme rôle secondaire, parfois même comme simple participation (Au bonheur des ogres, Les Lignes de Wellington, Dead Man Down).
Nicole Kidman, en 2012, a dit qu'elle « aimait sa manière de se mettre constamment en danger » et qu'elle représentait, pour elle, un modèle à suivre pour ses choix futurs. Elle réitère ses propos admiratifs cinq ans plus tard, déclarant qu'Huppert avait « joué le rôle le plus époustouflant qu'elle connaisse » dans Elle et parlant d'elle comme de « quelqu'un d'extraordinaire qui a donné sa vie à son métier » et qui a « montré le chemin » aux autres comédiennes. À l'instar de Kidman, Jessica Chastain déclare qu'elle est, de très loin, son actrice préférée et qu'elle est même pour elle une « idole absolue »,. De son côté, Julianne Moore parle d'elle comme d'une « actrice fabuleuse », qu'elle « admire profondément ».
Isabelle Huppert est en effet fréquemment citée en exemple, au niveau international, pour son audace, son impressionnante filmographie et ses prises de risque : Naomi Watts avoue avoir vu La Pianiste uniquement pour elle et a ainsi pu découvrir le travail de Michael Haneke qui la dirige en 2008, au côté de Tim Roth, dans Funny Games U.S.. Abbas Kiarostami affirme avoir longtemps été hanté par son interprétation dans La Dentellière. Volker Schlöndorff dit d'elle qu'elle est « une artiste qui n'a peur de rien ». Sean Penn lui fait part de son admiration lors d'une rencontre organisée par le magazine Première en 2009. James Gray dit être fasciné par les puissantes émotions que dégage son jeu. Natalie Portman confesse, quant à elle, s'être largement inspirée de sa prestation dans La Pianiste et de celle de Catherine Deneuve dans Répulsion pour préparer son rôle oscarisé de danseuse étoile sombrant dans la folie dans Black Swan de Darren Aronofsky. Alicia Vikander explique par ailleurs avoir voulu devenir actrice quand elle l'a vue dans La Pianiste.
En 2014, elle succède au réalisateur américain Martin Scorsese à la présidence du jury des longs métrages au 14e festival international du film de Marrakech, qui se déroule du 5 au 13 décembre 2014.
En 2016, son interprétation de femme violée qui se lance à la poursuite de son agresseur dans Elle de Paul Verhoeven obtient des critiques massivement laudatives en Europe et aux États-Unis. Pressenti pour une récompense au Festival de Cannes 2017, le producteur Saïd Ben Saïd l'entoure de deux conseillers en image en vue des Oscars. Elle entame une longue tournée promotionnelle aux Etats-Unis. Elle reçoit, pour sa prestation, de nombreux prix décernés par les associations de la critique cinématographique américaine, puis un Golden Globe, un second César, un Independant Spirit Award et une première nomination à l'Oscar de la meilleure actrice. Ce film, tout comme La Pianiste, peut être vu comme la quintessence du jeu d'actrice d'Isabelle Huppert : une interprétation qui joue beaucoup sur le retrait, la réduction des expressions à d'infimes détails, les sous-entendus, un contour psychologique trouble ou indéfinissable, la subtilité d'un regard et d'un geste esquissé capables de rendre en un même mouvement des émotions contraires ou encore une certaine distance entre le personnage et les événements auxquels il est confronté. Elle a atteint une stature particulière dans le cinéma français contemporain. Jean-Michel Frodon, dans les Cahiers du cinéma, dit d'elle : « Isabelle Huppert est une excellente actrice, elle a joué remarquablement dans plus de grands films qu’aucune autre actrice européenne ».

### Confirmation comme actrice internationale (années 2020)
Isabelle Huppert se voit choisir personnellement par le cinéaste Wes Anderson pour prêter sa voix à l'un des personnages du film d'animation : L'Île aux chiens. Elle remplace alors l'actrice Frances McDormand dans le rôle de Nelson. Elle retrouve ensuite Serge Bozon pour un nouveau film avant d'enchainer deux collaborations successives avec la réalisatrice Anne Fontaine. Elle joue ensuite aux côtés de Chloë Grace Moretz dans le thriller Greta de l'irlandais : Neil Jordan.
En octobre 2021, elle est présidente du jury de la compétition officielle du 34e Festival international du film de Tokyo. Cette même année, le public l'aperçoit dans le drame indépendant Garçon chiffon de Nicolas Maury, qu'elle a rencontré sur les plateaux de tournage de la série Dix pour cent, et s'essaye à nouveau à la comédie dans La Daronne qui est un succès commercial. Au théâtre, toujours la même année, elle s'illustre dans une mise en scène de La Cerisaie d'Anton Tchekhov, sous la direction du portugais Tiago Rodrigues. Elle y obtient une nouvelle nomination aux Molières dans la section : meilleure comédienne dans un spectacle de théâtre public.
En février 2022, elle reçoit un Ours d'or d'honneur pour l'ensemble de sa carrière, à l'occasion de la sélection du film de Laurent Larivière, A propos de Joan à la Berlinale 2022, dans la section Berlinale Special Gala.
De plus en plus courtisée par le cinéma étranger : Isabelle Huppert accepte de tenir un second rôle dans la comédie familiale Une robe pour Mrs. Harris dans laquelle elle interprète la directrice de la maison de haute-couture Christian Dior. Ce dernier n'est autre qu'une nouvelle adaptation d'un vieux téléfilm britannique de 1992 avec Angela Lansbury. Pour les besoins de ce remake, elle collabore avec son compatriote Lambert Wilson avec qui elle tourne pour la troisième fois, et surtout Lesley Manville qui tient le rôle principal. La même année, elle fait la promotion dans son pays, du thriller politique : Les Promesses aux côtés de Reda Kateb. Le film fait consensus avec 3,9/5 de moyenne côté presse, et 3,7/5 côté public sur le site Allociné.
Elle tourne ensuite sous la direction du réalisateur polonais Jerzy Skolimowski le drame écologiste : EO qui a pour thématique l'abattage des animaux. Film coup de poing, il reçoit un accueil critique et public quasi-dithyrambique. Le film obtient successivement 3 prix à Cannes et concourt cette même pour le César et l'Oscar du meilleur film étranger. Avec ce film, Huppert détient le record de l'actrice avec le plus de films présentés dans la compétition officielle du Festival de Cannes. Jusqu'en 2022, elle a eu 22 films en compétition principale et un total de 29 films présentés à Cannes en plusieurs sections. Les fréquentes apparitions de Huppert à Cannes l'ont amenée à être nommée « la reine de Cannes » par la presse,,,. Elle retrouve ensuite Benoit Jacquot mais partage surtout l'affiche avec le sex-symbol italien Riccardo Scamarcio dans un drame en costumes consacré au peintre Le Caravage (L'Ombre du Caravage). Isabelle Huppert y incarne Costanza Sforza Colonna, la muse et compagne du peintre. Pour ce rôle, la comédienne se remet à l'italien.
Elle tient ensuite un second rôle face à Nadia Tereszkiewicz et Rebecca Marder dans la comédie policière Mon Crime qui signe ses retrouvailles avec le réalisateur François Ozon.
Elle est saluée par la critique en 2023,,,,,, comme « troublante entre force et fragilité », pour le premier rôle difficile d'une histoire vraie, le viol, aggravé par des actes de barbarie, subis à son domicile d'Auffargis en décembre 2012 , par Maureen Kearney, une « Erin Brockovich à la française », cadre et syndicaliste et lanceuse d'alerte d'Areva, qui a dénoncé les manœuvres politico-économiques de l'affaire Maureen Kearney, dans La Syndicaliste, thriller de Jean-Paul Salomé avec qui elle avait tourné peu avant la comédie La Daronne.

#### Prix Europe pour le Théâtre
En décembre 2017, elle a reçu le XVIème Prix Europe pour le théâtre à Rome. L'organisation du prix a déclaré :

« Née en tant qu’actrice de théâtre, Isabelle Huppert alterne le cinéma au théâtre avec une productivité extraordinaire et des résultats qui font d’elle l’interprète peut-être la plus récompensée. Son nom, étroitement lié au cinéma d’auteur français et européen, garantit la qualité des productions auxquelles elle participe : c’est une artiste qui choisit soigneusement les scénarios, ses rôles et les réalisateurs avec lesquels elle travaille, et elle est toujours capable d’imprimer sa marque sur les films qu’elle interprète. Isabelle Huppert, icône mondiale du cinéma contemporain, n’a jamais abandonné le théâtre, un art qu’elle continue de pratiquer avec passion, un grand intérêt et un admirable jeu. Les raisons de sa passion pour le théâtre, qu’elle a elle-même énoncées lors de l’ouverture en mars dernier de la Journée mondiale du théâtre, peuvent pleinement coïncider avec les motivations du XVIe Prix Europe pour le Théâtre que nous lui décernons cette année avec une authentique joie : Le théâtre pour moi c’est l’autre, c’est le dialogue, c’est l’absence de haine. L’amitié entre les peuples, je ne sais pas trop ce que ça veut dire mais je crois dans la communauté, dans l’amitié des spectateurs et des acteurs, dans l’union de tous ceux que le théâtre réunit, ceux qui l’écrivent, ceux qui le traduisent, ceux qui l’éclairent, l’habillent, le décorent, ceux qui l’ interprètent, ceux qui en font, ceux qui y vont. Le théâtre nous protège, nous abrite… Je crois bien qu’ il nous aime… autant que nous l’aimons… Je me souviens d’un vieux régisseur à l’ancienne, qui avant le lever du rideau, en coulisses, disait chaque soir d’une voix ferme : « Place au théâtre ! » »

En mai 2024 il est annoncé qu'elle présidera le jury de la 81e Mostra de Venise.

### Vie privée
Isabelle Huppert est la mère de trois enfants issus de son union en 1982 avec le réalisateur et distributeur Ronald Chammah qui l'a dirigée dans Milan noir en 1988 : l'actrice Lolita Chammah (née en 1983), Lorenzo (né en 1988) et Angelo (né en 1997).

### Activités entrepreneuriales
Ariel Chammah, mari d'Isabelle Huppert, mieux connu sous son nom de Ronald Chammah, assure la gérance de deux sociétés consacrées au cinéma dont Isabelle Huppert est la figure de proue. Les SARL Les Films du Camélia et Camélia Cinémas sont respectivement consacrées à la production de films et à la distribution de films,,.

## Filmographie

### Cinéma

#### Années 1970
- 1972 : Faustine et le Bel Été de Nina Companeez : Une étudiante
- 1972 : Le Bar de la fourche d'Alain Levent : Annie
- 1972 : César et Rosalie de Claude Sautet : Marité
- 1974 : Les Valseuses de Bertrand Blier : Jacqueline
- 1974 : L'Ampélopède de Rachel Weinberg : La conteuse
- 1974 : Glissements progressifs du plaisir d'Alain Robbe-Grillet : Figurante
- 1975 : Rosebud d'Otto Preminger : Hélène Nicolaos
- 1975 : Aloïse de Liliane de Kermadec : Aloïse, jeune
- 1975 : Sérieux comme le plaisir de Robert Benayoun : Une fille
- 1975 : Dupont Lajoie d'Yves Boisset : Brigitte Colin
- 1975 : Le Grand Délire de Dennis Berry : Marie
- 1976 : Le Juge et l'Assassin de Bertrand Tavernier : Rose
- 1976 : Docteur Françoise Gailland de Jean-Louis Bertuccelli : Élisabeth Gailland
- 1976 : Je suis Pierre Rivière de Christine Lipinska : Aimée
- 1976 : Le Petit Marcel de Jacques Fansten : Yvette
- 1977 : La Dentellière de Claude Goretta : Pomme
- 1977 : Les Indiens sont encore loin de Patricia Moraz : Jenny
- 1977 : Des enfants gâtés de Bertrand Tavernier : La secrétaire
- 1978 : Violette Nozière de Claude Chabrol : Violette Nozière
- 1979 : Les Sœurs Brontë d'André Téchiné : Anne Brontë
- 1979 : Retour à la bien-aimée de Jean-François Adam : Jeanne Kern

#### Années 1980
- 1980 : Sauve qui peut (la vie) de Jean-Luc Godard : Isabelle Rivière
- 1980 : Loulou de Maurice Pialat : Nelly
- 1980 : La Porte du paradis (Heaven's Gate) de Michael Cimino : Ella Watson
- 1980 : Les Héritières (Örökség) de Márta Mészáros : Irène
- 1981 : Les Ailes de la colombe de Benoît Jacquot : Marie
- 1981 : La Dame aux camélias (La storia vera della signora delle camelie) de Mauro Bolognini : Alphonsine Plessis
- 1981 : Eaux profondes de Michel Deville : Mélanie
- 1981 : Coup de torchon de Bertrand Tavernier : Rose
- 1982 : La Truite de Joseph Losey : Frédérique
- 1982 : Passion de Jean-Luc Godard : Isabelle
- 1983 : Coup de foudre de Diane Kurys : Léna
- 1983 : La Femme de mon pote de Bertrand Blier : Viviane
- 1983 : L'Histoire de Piera (Storia di Piera) de Marco Ferreri : Piera
- 1984 : La Garce de Christine Pascal : Aline Kaminker et Édith Weber
- 1985 : Sac de nœuds de Josiane Balasko : Rose-Marie Martin
- 1985 : Signé Charlotte de Caroline Huppert : Charlotte
- 1986 : Cactus de Paul Cox : Colo
- 1987 : Faux Témoin (The Bedroom Window) de Curtis Hanson : Sylvia
- 1988 : Milan noir de Ronald Chammah : Sarah
- 1988 : Les Possédés (Biesy) d'Andrzej Wajda : Maria Chatov
- 1988 : Une affaire de femmes de Claude Chabrol : Marie
- 1989 : Migrations ou La Guerre la plus glorieuse (Seobe) d'Aleksandar Petrović : Dafina Isakovic

#### Années 1990
- 1990 : La Vengeance d'une femme de Jacques Doillon : Cécile
- 1991 : Malina de Werner Schroeter : La femme
- 1991 : Madame Bovary de Claude Chabrol : Emma Bovary
- 1992 : Après l'amour de Diane Kurys : Lola Winter
- 1994 : Amateur de Hal Hartley : Isabelle
- 1994 : L'Inondation (Наводнение) d'Igor Minaiev : Sofia
- 1994 : La Séparation de Christian Vincent : Anne
- 1995 : La Cérémonie de Claude Chabrol : Jeanne Marchal
- 1995 : Lumière et Compagnie (court métrage) de Abbas Kiarostami : Voix
- 1996 : Poussières d'amour (Abfallprodukte der Liebe) de Werner Schroeter : l'interwieveuse
- 1996 : Les Affinités électives (Le affinità elettive) de Paolo Taviani et Vittorio Taviani : Carlotta
- 1997 : Les Palmes de monsieur Schutz de Claude Pinoteau : Marie Curie
- 1997 : Rien ne va plus de Claude Chabrol : Betty
- 1998 : L'École de la chair de Benoît Jacquot : Dominique
- 1999 : Pas de scandale de Benoît Jacquot : Agnès Jeancour

#### Années 2000
- 2000 : La Vie moderne de Laurence Ferreira Barbosa : Claire
- 2000 : La Fausse Suivante de Benoît Jacquot : la comtesse
- 2000 : Saint-Cyr de Patricia Mazuy : Madame de Maintenon
- 2000 : Les Destinées sentimentales d'Olivier Assayas : Nathalie Barnery
- 2000 : Merci pour le chocolat de Claude Chabrol : Marie-Claire « Mika » Muller-Polonski
- 2000 : Comédie de l'innocence de Raoul Ruiz : Ariane
- 2001 : La Pianiste de Michael Haneke : Erika Kohut
- 2002 : Huit Femmes de François Ozon : Augustine
- 2002 : La Vie promise d'Olivier Dahan : Sylvia
- 2002 : Deux de Werner Schroeter : Magdalena Maria
- 2003 : Le Temps du loup (Wolfzeit) de Michael Haneke : Anna
- 2004 : J'adore Huckabees (I Heart Huckabees) de David O. Russell : Catherine Vauban
- 2004 : Ma mère de Christophe Honoré : Hélène, la mère
- 2004 : Les Sœurs fâchées d'Alexandra Leclère : Martine Demouthy
- 2005 : Gabrielle de Patrice Chéreau : Gabrielle Hervey
- 2006 : L'Ivresse du pouvoir de Claude Chabrol : Jeanne Charmant-Killman
- 2006 : Nue Propriété de Joachim Lafosse : Pascale
- 2007 : Médée Miracle de Tonino de Bernardi : Irène/Médée
- 2007 : L'Amour caché (L'amore nascosto) d'Alessandro Capone : Danielle
- 2008 : Home d'Ursula Meier : Marthe
- 2008 : Un barrage contre le Pacifique de Rithy Panh : Mme Dufresne, la mère
- 2009 : Villa Amalia de Benoît Jacquot : Anne
- 2009 : White Material de Claire Denis : Maria

#### Années 2010
- 2010 : Copacabana de Marc Fitoussi : Babou
- 2010 : Sans queue ni tête de Jeanne Labrune : Alice Bergerac
- 2011 : My Little Princess d'Eva Ionesco : Hanah Giurgiu
- 2011 : Mon pire cauchemar d'Anne Fontaine : Agathe Novic
- 2012 : Dubaï Flamingo de Delphine Kreuter : Voix de la chèvre
- 2012 : Captive de Brillante Mendoza : Thérèse Bourgoine
- 2012 : Amour de Michael Haneke : Éve
- 2012 : Les Lignes de Wellington (As Linhas de Torres) de Raoul Ruiz et Valeria Sarmiento : Cosima Pia
- 2012 : In Another Country (다른 나라에서) de Hong Sang-soo : Anne
- 2012 : La Belle Endormie (Bella addormentata) de Marco Bellocchio : Divina Madre
- 2013 : La Religieuse de Guillaume Nicloux : Mère Supérieure de Saint-Eutrope
- 2013 : Dead Man Down (Mort et Enterré) de Niels Arden Oplev : Valentine Louzon
- 2013 : Au bonheur des ogres de Nicolas Bary : La reine Zabo
- 2013 : Tip Top de Serge Bozon : Esther Lafarge
- 2013 : Abus de faiblesse de Catherine Breillat : Maud
- 2014 : La Ritournelle de Marc Fitoussi : Brigitte
- 2014 : The Disappearance of Eleanor Rigby de Ned Benson : Mary Rigby
- 2015 : Valley of Love de Guillaume Nicloux : Isabelle
- 2015 : Back Home (Louder Than Bombs) de Joachim Trier : Isabelle Reed
- 2015 : Asphalte de Samuel Benchetrit : Jeanne Meyer
- 2016 : L'Avenir de Mia Hansen-Løve : Nathalie
- 2016 : Elle de Paul Verhoeven : Michèle Leblanc
- 2016 : Tout de suite maintenant de Pascal Bonitzer : Solveig Barsac
- 2016 : Souvenir de Bavo Defurne : Liliane
- 2016 : Ce qui nous éloigne (court métrage) de Hu Wei : Isabelle
- 2017 : Barrage de Laura Schroeder : Élisabeth
- 2017 : Happy End de Michael Haneke : Anne Laurent
- 2017 : Marvin ou la Belle Éducation d'Anne Fontaine : elle-même
- 2017 : La Caméra de Claire (클레어의 카메라) de Hong Sang-soo : Claire
- 2017 : Madame Hyde de Serge Bozon : Madame Géquil
- 2018 : Eva de Benoît Jacquot : Eva Marla
- 2018 : L'Île aux chiens (Isle of Dogs) de Wes Anderson : voix française de l'interprète Nelson
- 2018 : Greta de Neil Jordan : Greta Hideg
- 2019 : Une jeunesse dorée d'Eva Ionesco : Lucile Wood
- 2019 : Blanche comme neige d'Anne Fontaine : Maud
- 2019 : Frankie d'Ira Sachs : Frankie

#### Années 2020
- 2020 : La Daronne de Jean-Paul Salomé : Patience Portefeux
- 2020 : Garçon chiffon de Nicolas Maury : elle-même (caméo)
- 2022 : Les Promesses de Thomas Kruithof : Clémence Collombet
- 2022 : Une robe pour Mrs. Harris (Mrs Harris goes to Paris) d'Anthony Fabian : Claudine Colbert
- 2022 : Eo de Jerzy Skolimowski : La comtesse
- 2022 : À propos de Joan de Laurent Larivière : Joan Verra
- 2022 : Caravage (L'ombra di Caravaggio) de Michele Placido : Costanza Sforza Colonna
- 2022 : Par cœurs de Benoît Jacquot : elle-même
- 2023 : La Syndicaliste de Jean-Paul Salomé : Maureen Kearney
- 2023 : Mon crime de François Ozon : Odette Chaumette
- 2023 : Sidonie au Japon d'Élise Girard : Sidonie Perceval
- 2023 : Marianne de Michael Rozek : Marianne
- 2024 : Les Gens d'à côté[66] d'André Téchiné : Lucie
- 2024 : La Voyageuse de Hong Sang-soo : la Française
- 2024 : La Prisonnière de Bordeaux de Patricia Mazuy : Alma
- 2025 : La Femme la plus riche du monde de Thierry Klifa : Liliane Bettencourt
- 2025 : Luz de Flora Lau : Sabine
- 2026 : Die Blutgräfin d'Ulrike Ottinger : la comtesse Élisabeth Báthory
- 2026 : Illustre inconnue de Marc Fitoussi : Corinne Maclou

### Télévision
- 1971 : Le Prussien de Jean L'Hôte (téléfilm) : Élisabeth
- 1971 : Les Cent Livres des Hommes (série tv) : À la recherche du temps perdu de Claude Santelli : Gilberte
- 1972 : Figaro-ci, Figaro-là de Hervé Bromberger (téléfilm) : Pauline
- 1972 : Qui êtes-vous Monsieur Renaudot ? de Claude Deflandre (téléfilm) : Marthe à 13 ans
- 1973 : Histoire vraie de Claude Santelli (téléfilm) : Adélaïde
- 1973 : Le Maître de pension de Marcel Moussy (téléfilm) : Annie
- 1973 : Le Drakkar de Jacques Pierre (téléfilm) : Yolande
- 1973 : Vogue la galère de Raymond Rouleau (téléfilm) : Clotilde
- 1974 : Madame Baptiste de Claude Santelli (téléfilm) : Blanche
- 1974 : Plaies et bosses d'Yves-André Hubert (téléfilm) : Patsy Lackan
- 1977 : On ne badine pas avec l'amour de Caroline Huppert (captation tv) : Camille
- 1978 : Il était un musicien (série tv) : Monsieur Saint-Saëns de Claude Chabrol : la jeune fille
- 1995 : Un siècle d'écrivains (série tv) : Nathalie Sarraute de Jacques Doillon : la récitante
- 2010 : New York, unité spéciale (Law & Order: Special Victims Unit) (saison 11, épisode 24 Shattered de Peter Leto) : Sophie Gerard
- 2010 : 20 courts-métrages de Marc Fitoussi dans le cadre du Festival de Cinéma d'Arte
- 2013 : L'amour... L'amour, court-métrage de Sandrine Veysset (La Collection Jeanne Moreau Canal+) : Aude
- 2016 : Les Fausses Confidences de Luc Bondy et Marie-Louise Bischofberger (téléfilm) : Araminte
- 2018 : The Romanoffs de Matthew Weiner, saison 1, épisode 3 House of Special Purpose réalisé par l'auteur (série tv) : Jacqueline Girard
- 2018 : Dix pour cent, saison 3, épisode 4 Isabelle réalisé par Marc Fitoussi (série tv) : elle-même
- 2021 : Le Grand Restaurant : Réouverture après travaux de Romuald Boulanger (téléfilm) : une alcoolique

### Doublage
- 1996 : Les Voyages de Gulliver (Gulliver's Travels) de Charles Sturridge : voix de la maîtresse
- 2009 : Fantastic Mr. Fox (Fantastique Maître Renard) de Wes Anderson : Madame Renard

### Production de films
- 1994 : L'Inondation d'Igor Minaiev (production associée)
- 1999 : La Vie moderne de Laurence Ferreira Barbosa (production)
- 1999 : Saint-Cyr de Patricia Mazuy (production)
- 2000 : Comédie de l'innocence de Raoul Ruiz (production)
- 2003 : Ma mère de Christophe Honoré (production)
- 2007 : Médée Miracle de Tonino de Bernardi (production)

### Participations
- 1979 : Quelques remarques sur la réalisation et la production du film Sauve qui peut (la vie) de Jean-Luc Godard
- 1984 : Les Voleurs de la nuit de Samuel Fuller (dans le film, Samuel Fuller regarde une scène de La Dame aux Camélias de Mauro Bolognini)
- 1985 : Thierry Mugler de Robert Réa, scène des Invalides
- 1991 : Contre l'oubli, "Pour Archana Guha, Inde" de Francis Girod
- 1997 : Le Bassin de J.W. de João César Monteiro (remerciements dans le générique)
- 2002 : Claude Chabrol l'artisan de Patrick Le Gall
- 2003 : Henri Cartier-Bresson - Biographie eines Blicks de Heinz Bütler
- 2003 : Tentatives d'amour - Portrait Werner Schroeter de Claudia Schmid (de) et Birgit Schulz (TV)
- 2010 : Werner Schroeter par Isabelle Huppert de Gérard Courant
- 2010 : In Memoriam Daniel Schmid Werner Schroeter, Carnets filmés de Gérard Courant
- 2011 : Mondo Lux - Die Bilderwelten des Werner Schroeter d'Elfi Mikesch
- 2013 : Michael Haneke : Profession réalisateur (Michael Haneke – Porträt eines Film-Handwerkers) d'Yves Montmayeur (film documentaire)
- 2017 : La lucida follia di Marco Ferreri d'Anselma Dell'Olio (film documentaire)

## Théâtre
| Année     | Titre                                                                           | Auteur                                                      | Rôle                          | Metteur en scène            | Lieu(x) des représentations |
| --------- | ------------------------------------------------------------------------------- | ----------------------------------------------------------- | ----------------------------- | --------------------------- | --- |
| 1971-1972 | Les Précieuses ridicules                                                        | Molière                                                     |                               | Jean-Louis Thamin           | Comédie-Française |
| 1972      | Champion de la faim                                                             | Franz Kafka                                                 | une panthère dans une cage    | Daniel Benoin               | Théâtre Daniel-Sorano (Vincennes) et Festival des arts de Chiraz-Persépolis (Iran) |
| 1973      | La Véritable Histoire de Jack l'éventreur                                       | Élisabeth Huppert                                           |                               | Caroline Huppert            | Café-théâtre Le Sélénite (Paris) |
| 1973      | L'Avare                                                                         | Molière                                                     | Marianne                      | Georges Werler              | tournée dans les universités aux États-Unis |
| 1973      | Viendra-t-il un autre été ?                                                     | Jean-Jacques Varoujean                                      |                               | Jacques Spiesser            | Petit Odéon |
| 1974      | Pour qui sonne le glas                                                          | Ernest Hemingway                                            |                               | Robert Hossein              | Reims (Comédie de Reims) |
| 1975      | Voyage autour de ma marmite                                                     | Eugène Labiche                                              |                               | Caroline Huppert            | Théâtre Essaïon |
| 1977      | On ne badine pas avec l'amour                                                   | Alfred de Musset                                            | Camille                       | Caroline Huppert            | Théâtre des Bouffes du Nord et captation théâtrale réalisée par Caroline Huppert pour la télévision |
| 1989      | Un mois à la campagne                                                           | Ivan Tourgueniev                                            | Natalia Petrovna              | Bernard Murat               | Théâtre Édouard VII |
| 1991      | Mesure pour mesure                                                              | William Shakespeare                                         | Isabella                      | Peter Zadek                 | Odéon-Théâtre de l'Europe, tournée Clermont-Ferrand (Opéra municipal de Clermont-Ferrand), Lausanne (Théâtre Vidy-Lausanne), TNP-Villeurbanne, Chambéry (Maison de la Culture), Nîmes (Théâtre de Nîmes), Le Havre (Maison de la Culture)                  |
| 1992      | Jeanne au bûcher                                                                | Paul Claudel et Arthur Honegger                             | Jeanne d'Arc                  | Claude Régy                 | Opéra Bastille |
| 1993-1995 | Orlando                                                                         | Virginia Woolf                                              | Orlando                       | Bob Wilson                  | Théâtre Vidy-Lausanne, Odéon-Théâtre de l'Europe |
| 1996      | Mary Stuart                                                                     | Friedrich Schiller                                          | Mary Stuart                   | Howard Davies               | Royal National Theatre à Londres |
| 2000-2001 | Médée                                                                           | Euripide                                                    | Médée                         | Jacques Lassalle            | Festival d’Avignon, Odéon-Théâtre de l'Europe, tournée La Rochelle, Toulouse, et captation théâtrale réalisée par Don Kent au Festival d'Avignon |
| 2002-2003 | 4.48 Psychose                                                                   | Sarah Kane                                                  | Elle                          | Claude Régy                 | Théâtre des Bouffes du Nord, tournée Caen, Genève (Comédie de Genève), Lorient, Lisbonne, Villeurbanne, Rennes, São Paulo |
| 2003      | Jeanne au bûcher                                                                | Paul Claudel et Arthur Honegger                             | Jeanne d'Arc                  | Luís Miguel Cintra          | Sao Carlos National Theater Lisbonne |
| 2005      | Hedda Gabler                                                                    | Henrik Ibsen                                                | Hedda Gabler                  | Éric Lacascade              | Odéon-Théâtre de l'Europe Ateliers Berthier, tournée Caen (Centre dramatique national de Normandie - Comédie de Caen), Genève (Comédie de Genève), Barcelone (Théâtre Lliure), Festival de la Rhur (Allemagne), Herouville-Saint-Clair (Square du Théâtre) |
| 2005      | 4.48 Psychose                                                                   | Sarah Kane                                                  | Elle                          | Claude Régy                 | tournée Montpellier (Théâtre des 13 vents), Los Angeles (UCLA), New York (Brooklyn Academy of Music), Montréal (Usine C), Berlin, Milan |
| 2006-2007 | Quartett                                                                        | Heiner Müller                                               | Madame de Merteuil            | Bob Wilson                  | Odéon-Théâtre de l'Europe, puis tournée à Milan (Piccolo Teatro), Berlin (Berliner Festpiele), Marseille (Théâtre du Gymnase), Genève (Comédie de Genève)                                                                                                  |
| 2008      | Le Dieu du carnage                                                              | Yasmina Reza                                                | Véronique Houillé             | Yasmina Reza                | Théâtre Antoine |
| 2009      | Quartett                                                                        | Heiner Müller                                               | Madame de Merteuil            | Bob Wilson                  | tournée São Paulo, Porto Alegre et New York (Brooklyn Academy of Music) |
| 2010-2012 | Un tramway d'après Un tramway nommé Désir                                       | Tennessee Williams                                          | Blanche DuBois                | Krzysztof Warlikowski       | Odéon-Théâtre de l'Europe, tournée à Berlin (Berliner Festpiele), Grenoble (MC2 Grand Théâtre), Luxembourg (Grand Théâtre), Varsovie (Teatr Polski), Athènes, tournée Genève (Comédie de Genève), Amsterdam, La Haye, Festival d'Adelaïde                  |
| 2013      | Les Bonnes                                                                      | Jean Genet                                                  | Solange                       | Benedict Andrews (en)       | Sydney, avec la Sydney Theatre Company, dont Cate Blanchett |
| 2014-2015 | Les Fausses Confidences                                                         | Marivaux                                                    | Araminte                      | Luc Bondy                   | Théâtre de l'Odéon et tournée dans toute la France (TNB notamment) |
| 2016      | Phèdre(s)                                                                       | Wajdi Mouawad, Sarah Kane (L'Amour de Phèdre), J.M. Coetzee | Phèdre                        | Krzysztof Warlikowski       | Théâtre de l'Odéon et tournée Clermont-Ferrand (Comédie de Clermont-Ferrand), Londres (Barbican Theatre), New York (BAM), Luxembourg (Théâtre de la Ville), Liège (Théâtre de Liège), Athènes (Onassis Cultural Center).                                   |
| 2017      | Correspondance 1944-1959 Lectures d'épîtres entre Albert Camus et Maria Casarès | Albert Camus et Maria Casarès                               | Maria Casarès                 | Prix Europe pour le théâtre | Teatro Argentina, Rome |
| 2017      | Ashes to Ashes (création spéciale pour le Prix Europe pour le théâtre)          | Harold Pinter                                               | Rebecca                       | Prix Europe pour le théâtre | Teatro Argentina, Rome |
| 2019      | The Mother                                                                      | Florian Zeller                                              | Anne                          | Trip Cullman                | Atlantic Theatre, New York. |
| 2019      | Mary Said What She Said                                                         | Darryl Pinckney                                             | Mary Stuart                   | Bob Wilson                  | Théâtre de la Ville - Espace Cardin, Paris et tournée Vienne (Festival de Vienne), Lisbonne (Centre culturel Belém), Barcelone (Teatre Lliure), Hambourg (Théâtre Thalia).                                                                                 |
| 2020      | La Ménagerie de verre                                                           | Tennessee Williams                                          | Amanda Wingfield              | Ivo Van Hove                | Théâtre de l'Odéon, Paris |
| 2021-2022 | La Cerisaie                                                                     | Anton Tchekhov                                              | Lioubov Andréievna Ranevskaïa | Tiago Rodrigues             | Festival d'Avignon, Théâtre de l'Odéon, Paris |
| 2024      | Bérénice                                                                        | Jean Racine                                                 | Bérénice                      | Romeo Castellucci           | Théâtre de la Ville, Paris |

## Lectures publiques
| Date                    | Titre des textes                                                                  | Auteur                              | Lieu | Circonstances                                                                              |
| ----------------------- | --------------------------------------------------------------------------------- | ----------------------------------- | --- | ------------------------------------------------------------------------------------------ |
| 20 janvier 2006 à 17h30 | Selection de textes                                                               | Maurice Blanchot et Françoise Sagan | Cinémathèque française                                                                                                  | dans le cadre de la rétrospective consacrée à Isabelle Huppert à la Cinémathèque Française |
| 18 octobre 2010         | Just Kids                                                                         | Patti Smith                         | Théâtre de l'Odéon | lecture avec Patti Smith                                                                   |
| 26 novembre 2012 à 20h  | Une tribu, voilà ce que je suis Je suis une erreur Another sleepy dusty delta day | Jan Fabre                           | Théâtre de Gennevilliers                                                                                                | dans le cadre de Jan Fabre 4 solos                                                         |
| 13 décembre 2016 à 20h  | Juliette et Justine, le vice et la vertu                                          | Donatien Alphonse François de Sade  | Salle Pleyel |                                                                                            |
| 2017/ 2018              | L'Amant                                                                           | Marguerite Duras                    | Shanghai Culture Square / Opéra de Canton / Beijing Tianqiao Performing Arts Center / Teatro di San Carlo / Thalia Hall |                                                                                            |

## Discographie

### Musique
- 1976 : La Commune est en lutte et Promenade sur la bande originale du Juge et l'Assassin de Bertrand Tavernier
- 1981 : Dans la chambre vide sur la bande originale de Coup de torchon de Bertrand Tavernier
- 1984 : Souvenirs chiffonnés, bande originale de Signé Charlotte de Caroline Huppert
- 2001 : Madame Deshoulières, avec Jean-Louis Murat
- 2002 : Message personnel sur la bande originale de Huit Femmes de François Ozon
- 2004 : Rue de Jollières sur la bande originale des Sœurs fâchées d'Alexandra Leclère

### Livres audio
- 1996 : L'Inondation d'Evgueni Zamiatine, « La Bibliothèque des voix », des femmes-Antoinette Fouque.
- 2002 : « Musique et Poésie » d’Ingeborg Bachmann, dans Voix de femmes pour la démocratie, Collectif, « La Bibliothèque des voix », des femmes-Antoinette Fouque.
- 2009 : Tropismes de Nathalie Sarraute, lecture à trois voix avec l'autrice et Madeleine Renaud, « La Bibliothèque des voix », des femmes-Antoinette Fouque.
- 2021 : Just Kids de Patti Smith, traduction de l'anglais (États-Unis) par Héloïse Esquié, « La Bibliothèque des voix », des femmes-Antoinette Fouque : Prix du livre audio France Culture - Lire dans le noir, catégorie Non-fiction[68].

## Distinctions

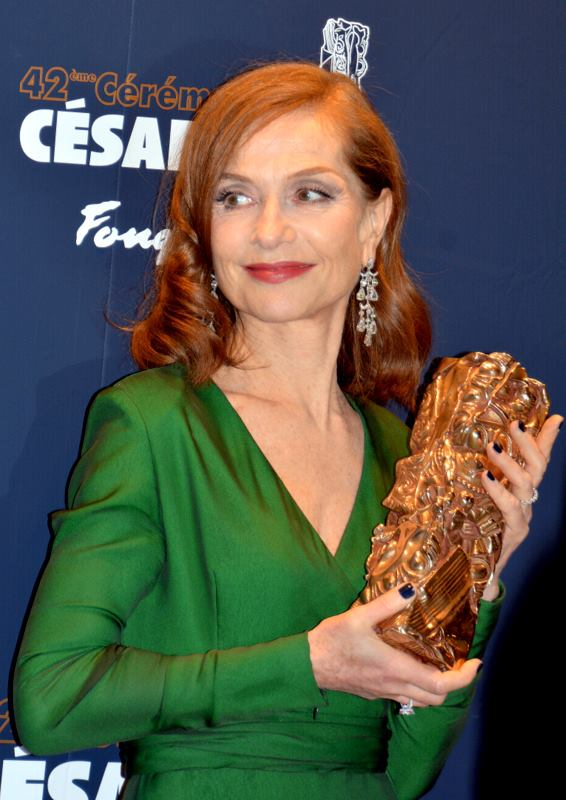
Isabelle Huppert lors de la des César en 2017.

### Cinéma

#### César
| Année | Récompense                            | Film                  | Reçue ? |
| ----- | ------------------------------------- | --------------------- | ------- |
| 1976  | Meilleure actrice dans un second rôle | Aloïse                | Non     |
| 1978  | Meilleure actrice                     | La Dentellière        | Non     |
| 1979  | Meilleure actrice                     | Violette Nozière      | Non     |
| 1981  | Meilleure actrice                     | Loulou                | Non     |
| 1982  | Meilleure actrice                     | Coup de torchon       | Non     |
| 1989  | Meilleure actrice                     | Une affaire de femmes | Non     |
| 1995  | Meilleure actrice                     | La Séparation         | Non     |
| 1996  | Meilleure actrice                     | La Cérémonie          | Oui     |
| 1999  | Meilleure actrice                     | L'École de la chair   | Non     |
| 2001  | Meilleure actrice                     | Saint-Cyr             | Non     |
| 2002  | Meilleure actrice                     | La Pianiste           | Non     |
| 2003  | Meilleure actrice                     | Huit Femmes           | Non     |
| 2006  | Meilleure actrice                     | Gabrielle             | Non     |
| 2013  | Meilleure actrice dans un second rôle | Amour                 | Non     |
| 2016  | Meilleure actrice                     | Valley of Love        | Non     |
| 2017  | Meilleure actrice                     | Elle                  | Oui     |

#### Oscars
| Année | Récompense        | Film | Reçue ? |
| ----- | ----------------- | ---- | ------- |
| 2017  | Meilleure actrice | Elle | Non     |

#### Golden Globes
| Année | Récompense                                | Film | Reçue ? |
| ----- | ----------------------------------------- | ---- | ------- |
| 2017  | Meilleure actrice dans un film dramatique | Elle | Oui     |

#### Independent Spirit Awards
| Année | Récompense        | Film | Reçue ? |
| ----- | ----------------- | ---- | ------- |
| 2017  | Meilleure actrice | Elle | Oui     |

#### BAFTA
| Année | Récompense              | Film           | Reçue ? |
| ----- | ----------------------- | -------------- | ------- |
| 1978  | Meilleur espoir féminin | La Dentellière | Oui     |

#### David di Donatello
| Année | Récompense                  | Film                  | Reçue ? |
| ----- | --------------------------- | --------------------- | ------- |
| 1980  | Meilleure actrice étrangère | La Dentellière        | Oui     |
| 1989  | Meilleure actrice étrangère | Une affaire de femmes | Non     |
| 2003  | prix spécial                |                       | Oui     |

#### Festival de Cannes
| Année | Récompense                     | Film             | Reçue ? |
| ----- | ------------------------------ | ---------------- | ------- |
| 1978  | Prix d'interprétation féminine | Violette Nozière | Oui     |
| 2001  | Prix d'interprétation féminine | La Pianiste      | Oui     |

#### Mostra de Venise
| Année | Récompense        | Film                                   | Reçue ? |
| ----- | ----------------- | -------------------------------------- | ------- |
| 1988  | Meilleure actrice | Une affaire de femmes                  | Oui     |
| 1995  | Meilleure actrice | La Cérémonie                           | Oui     |
| 2005  | Lion d'or spécial | Gabrielle et l'ensemble de sa carrière | Oui     |

#### Berlinale
| Année | Récompense                        | Film                      | Reçue ? |
| ----- | --------------------------------- | ------------------------- | ------- |
| 2002  | Meilleure contribution artistique | Huit Femmes               | Oui     |
| 2022  | Ours d'or d'honneur               | L'ensemble de sa carrière | Oui     |

#### Festival international du film de Moscou
| Année | Récompense        | Film          | Reçue ? |
| ----- | ----------------- | ------------- | ------- |
| 1991  | Meilleure actrice | Madame Bovary | Oui     |
| 2008  | Prix Stanislavski |               | Oui     |

#### Festival des films du monde de Montréal
| Année | Récompense                       | Film                   | Reçue ? |
| ----- | -------------------------------- | ---------------------- | ------- |
| 2000  | Meilleure actrice                | Merci pour le chocolat | Oui     |
| 2008  | Grand Prix Spécial des Amériques |                        | Oui     |

#### Prix du cinéma allemand
| Année | Récompense        | Film   | Reçue ? |
| ----- | ----------------- | ------ | ------- |
| 1991  | Meilleure actrice | Malina | Oui     |

#### Lumières de la presse internationale
| Année | Récompense        | Film                   | Reçue ? |
| ----- | ----------------- | ---------------------- | ------- |
| 1996  | Meilleure actrice | La Cérémonie           | Oui     |
| 2001  | Meilleure actrice | Merci pour le chocolat | Oui     |
| 2006  | Meilleure actrice | Gabrielle              | Oui     |
| 2007  | Meilleure actrice | L'Ivresse du pouvoir   | Non     |
| 2016  | Meilleure actrice | Valley of Love         | Non     |
| 2016  | Lumière d'honneur |                        | Oui     |
| 2017  | Meilleure actrice | Elle                   | Oui     |

#### Étoiles d'or du cinéma français
| Année | Récompense        | Film        | Reçue ? |
| ----- | ----------------- | ----------- | ------- |
| 2003  | Meilleure actrice | Huit Femmes | Oui     |

#### Globes de cristal
| Année | Récompense        | Film | Reçue ? |
| ----- | ----------------- | ---- | ------- |
| 2017  | Meilleure actrice | Elle | Oui     |

#### Prix du cinéma européen

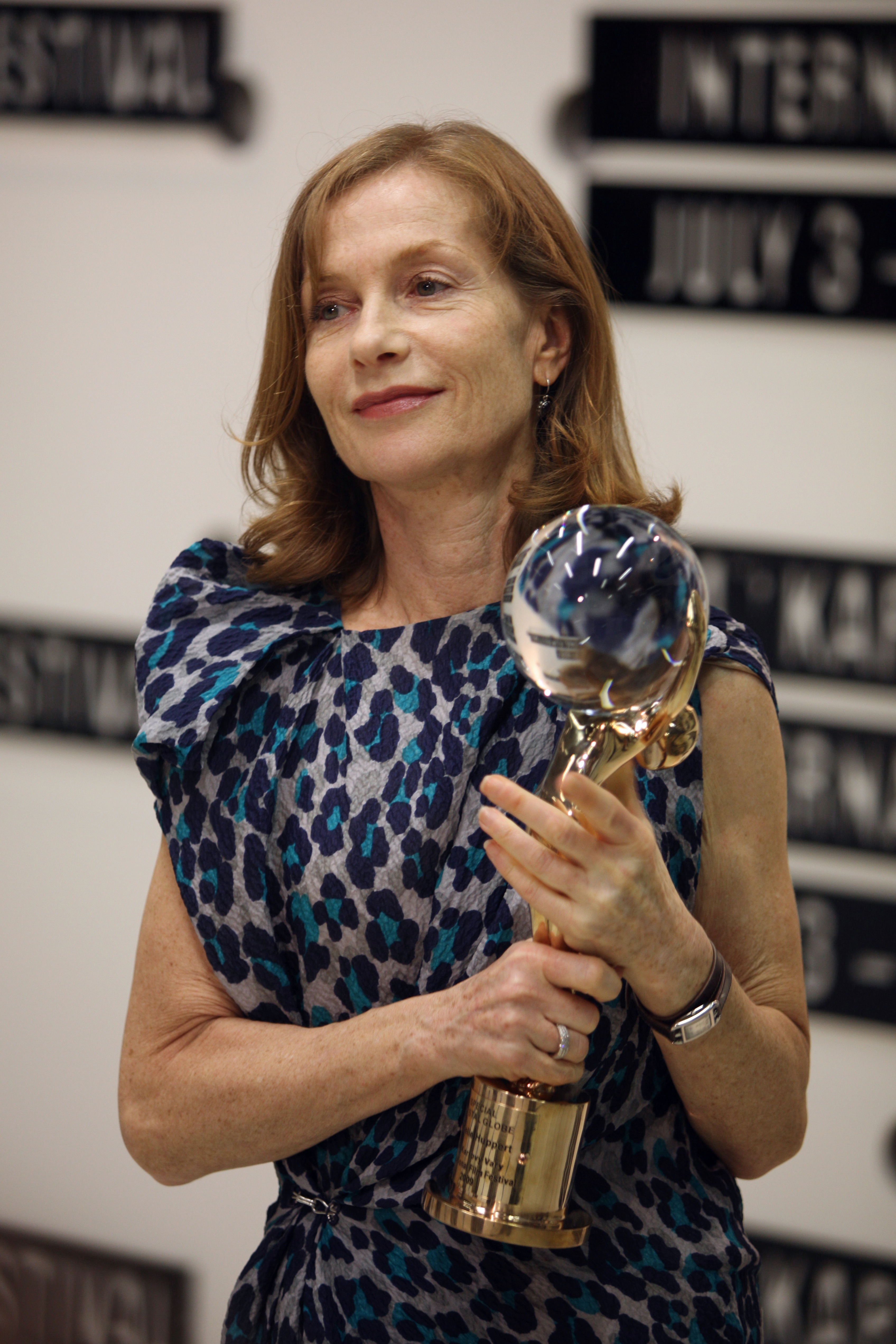
Isabelle Huppert, récompensée pour sa carrière au festival international du film de Karlovy Vary en 2009.

| Année | Récompense                                                         | Film        | Reçue ? |
| ----- | ------------------------------------------------------------------ | ----------- | ------- |
| 2001  | Meilleure actrice                                                  | La Pianiste | Oui     |
| 2002  | Meilleure actrice                                                  | Huit Femmes | Oui     |
| 2002  | Prix du public de la meilleure actrice (en)                        | Huit Femmes | Non     |
| 2004  | Prix du public de la meilleure actrice (en)                        | Ma mère     | Non     |
| 2009  | European Award d'honneur-Contribution européenne au cinéma mondial |             | Oui     |
| 2016  | Meilleure actrice                                                  | Elle        | Non     |
| 2017  | Meilleure actrice                                                  | Happy End   | Non     |

#### Festival international du film de Locarno
| Année | Récompense                                      | Film        | Reçue ? |
| ----- | ----------------------------------------------- | ----------- | ------- |
| 2011  | Prix de l'excellence Moët&Chandon               |             | Oui     |
| 2017  | Léopard de la meilleure interprétation féminine | Madame Hyde | Oui     |

#### Prix spéciaux reçus dans divers festivals
| Année | Festival                                          | Prix                                                                 | Reçue ? |
| ----- | ------------------------------------------------- | -------------------------------------------------------------------- | ------- |
| 1986  | Festival de Telluride                             | Médaillon d'argent                                                   | Oui     |
| 2001  | NaturVision                                       | European Actors Award                                                | Oui     |
| 2002  | Festival du film de Taormine                      | Taormina Arte Award                                                  | Oui     |
| 2003  | Festival du film de Hambourg                      | Prix Douglas-Sirk                                                    | Oui     |
| 2003  | Festival international du film de Saint-Sébastien | Prix Donostia d'honneur                                              | Oui     |
| 2007  | Art Film Fest (en)                                | Actor's Mission Award                                                | Oui     |
| 2008  | Camerimage                                        | Prix Krzysztof-Kieślowski                                            | Oui     |
| 2009  | Festival de Karlovy Vary                          | Globe de cristal de la contribution exceptionnelle au cinéma mondial | Oui     |
| 2009  | Festival de Shanghai                              | Prix spécial de la contribution artistique                           | Oui     |
| 2011  | Festival international du film de Stockholm       | Cheval de bronze d'honneur                                           | Oui     |
| 2011  | Festival international du film de Flandre-Gand    | Prix d'honneur Joseph Plateau                                        | Oui     |
| 2011  | Festival d'Istanbul                               | Prix d'honneur                                                       | Oui     |
| 2012  | Festival de Marrakech                             | Prix d'honneur du Festival                                           | Oui     |
| 2013  | Festival international du film des frères Manaki  | Caméra d'or 300 d'honneur                                            | Oui     |
| 2014  | Festival du film de Munich                        | Cinemerit Award                                                      | Oui     |
| 2017  | Festival international du film d'Odessa           | Duc d'or (uk) pour l'ensemble de la carrière                         | Oui     |

### Théâtre

#### Molière
| Année | Récompense                                                   | Pièce                   | Reçue ? |
| ----- | ------------------------------------------------------------ | ----------------------- | ------- |
| 1989  | Molière de la comédienne                                     | Un mois à la campagne   | Non     |
| 1994  | Molière de la comédienne                                     | Orlando                 | Non     |
| 1995  | Molière de la comédienne                                     | Orlando                 | Non     |
| 2001  | Molière de la comédienne                                     | Médée                   | Non     |
| 2005  | Molière de la comédienne                                     | Hedda Gabler            | Non     |
| 2014  | Molière de la comédienne dans un spectacle de théâtre public | Les Fausses Confidences | Non     |
| 2016  | Molière de la comédienne dans un spectacle de théâtre public | Phèdre(s)               | Non     |
| 2017  | Molière d'honneur                                            |                         | Oui     |
| 2022  | Molière de la comédienne dans un spectacle de théâtre public | La Cerisaie             | Non     |
| 2023  | Molière de la comédienne dans un spectacle de théâtre public | La Ménagerie de verre   | Non     |
| 2025  | Molière de la comédienne dans un spectacle de théâtre public | Bérénice                | Non     |

#### Prix BeaumarchaisduFigaro
| Année | Récompense                                   | Pièce                   | Reçue ? |
| ----- | -------------------------------------------- | ----------------------- | ------- |
| 2014  | Meilleure comédienne - choix des internautes | Les fausses confidences | Oui     |

#### Prix du Syndicat de la critique
| Année     | Récompense           | Pièce   | Reçue ? |
| --------- | -------------------- | ------- | ------- |
| 1993-1994 | Meilleure comédienne | Orlando | Oui     |

#### Globes de cristal
| Année | Récompense           | Pièce     | Reçue ? |
| ----- | -------------------- | --------- | ------- |
| 2017  | Meilleure comédienne | Phèdre(s) | Non     |

#### Prix Europe pour le théâtre
| Année | Récompense                         | Pièce | Reçue ? |
| ----- | ---------------------------------- | ----- | ------- |
| 2017  | XVIème Prix Europe pour le théâtre | -     | Oui     |

### Livre audio
- 2022 : Prix du livre audio France Culture - Lire dans le noir, catégorie Non-fiction, pour la lecture de Just Kids de Patti Smith, traduction de l'anglais (États-Unis) par Héloïse Esquié, « La Bibliothèque des voix », des femmes-Antoinette Fouque[68].

### Décorations
- Commandeure de l'ordre national du Mérite Elle est promue au grade de commandeure par décret du 15 mai 2015[71]. Elle était officière depuis le 19 novembre 2006.
- Officière de la Légion d'honneur. Elle est promue officière par décret du 31 décembre 2008[72]. Elle était chevalière de l'ordre depuis le 29 septembre 1999 par décret du 31 décembre 1998 pour récompenser ses 27 ans d'activités professionnelles[73].
- Commandeure de l'Ordre des Arts et des Lettres

#### Ouvrages
- Jean-Luc Douin, Comédiennes d'aujourd'hui, Paris, Lherminier, 1980
- Steven Bach, Final cut : dreams and disaster in the making of Heaven's gate, New York, W. Morrow, 1985
- Marc Ruscart, Isabelle vue par..., Quimper, Calligrammes, 1989
- (de) Elfriede Jelinek, Isabelle Huppert in Malina: ein Filmbuch, Francfort, Suhrkamp, 1991
- Isabelle Huppert, autoportrait(s), Paris, Cahiers du cinéma, 1994
- Elfriede Jelinek, Patrice Chéreau, Susan Sontag, Isabelle Huppert, la femme aux portraits, Paris, Seuil, 2005
- Murielle Joudet, Isabelle Huppert : vivre ne nous regarde pas, Nantes, Capricci, 2018
- Richard Millet, Huppert et moi, Paris, Pierre-Guillaume de Roux, 2019

#### Articles
- Hervé Aubron, « Rencontre avec Isabelle Huppert : Je ne souhaite pas un monde sans ambiguïté », Le Nouveau magazine littéraire, no 3, mars 2018, p. 76-79
- Sophie Diaz, « Isabelle Huppert ou le charme de la folie », Le Courrier picard, no 23852, 29 octobre 2018, p. 40

### Documentaires
- 1987 : Cinéma, Cinémas, Le regard d'Huppert (TV)
- 2001 : Isabelle Huppert, une vie pour jouer de Serge Toubiana (TV)
- 2008 : Empreintes, Isabelle Huppert, tous les regards du monde d'Anne Andreu (TV)
- 2017 : I Love Isabelle Huppert de Jean-Marie Nizan et Stéphane Bergouhnioux (TV)
- 2019 : Le mystère Huppert de Sandrine Veysset (TV)
- 2020 : Isabelle Huppert, message personnel de William Karel (TV)